# Tirich Mir
El Tirich Mir (pastún/khowar/en urdu: ترچ میر‎) (también conocido como Terich Mir, Terichmir y Turch Mir) es una montaña con 7690 m de altitud, siendo la más alta de la cordillera del Hindu Kush en Pakistán y la más alta del mundo fuera de la cordillera del Himalaya-Karakórum. En 1950, la expedición noruega compuesta por Arne Næss, P. Kvernberg, H. Berg, y Tony Streather ascendió a la cumbre por primera vez. El Tirich Mir domina el paisaje de la localidad de Chitral y puede ser visto con facilidad desde el bazar principal.
La última villa en Chitral antes de llegar al Tirich Mir es el pueblo de Tirich, en Mulkow. Los residentes se encuentran disponibles como porteadores y guías de turistas que llevarán a los senderistas de camino arriba en la montaña, pero hay un punto más allá del cual no continuarán.[cita requerida]
Se cree que el origen del nombre Tirich Mir es "Rey de Tirich" ya que Tirich es el nombre de un valle lateral al valle de Mulkhow de Chitral, y que conduce hasta el Tirich Mir. Una etimología alterna deriva su nombre del idioma wakhi. En wakhi "trich" significa sombra u oscuridad, y "mir" significa rey, por tanto Tirich Mir significa "Rey de la Oscuridad". Puede que haya recibido este nombre debido a las largas sombras en la cara del lado de Wakhan.[cita requerida]